# The Villain Foiled
The Villain Foiled est un film américain de comédie réalisé par Henry Lehrman et Mack Sennett, sorti en 1911.

## Fiche technique
- Réalisation : Henry Lehrman et Mack Sennett
- Date de sortie : 31 août 1911

## Distribution
- Edward Dillon
- Blanche Sweet
- Joseph Graybill
- William J. Butler
- Dell Henderson